# Пористість гірських порід

Схематичне зображення порового простору порід: а — добре окатаний та відсортований пісок, з високою пористістю; б — погано відсортований пісок, з низькою пористістю; в — добре відсортована порода, зерна якої також пористі; г — добре відсортована порода, пористість якої зменшена відкладеннями мінеральної речовини у просторі між зернами; д — поровий простір тріщинуватих вапняків, почасти розширене розчиненням; е — порода, що стала пористою внаслідок виникнення тріщин

Пори́стість гірськи́х порі́д — наявність пустот (пор) у гірських породах. У вужчому розумінні пористість — це об'єм порового простору, який можна кількісно оцінити відношенням об'єму пор до об'єму зразка гірської породи. Виражена у відсотках, або частинах одиниці, ця величина називається коефіцієнтом пористості. Середня загальна пористість чистого скла — 0 %, граніту — від 1 до 3 %, пісковиків 10–20 і не перевищує 33 %.. Завдяки пористості гірські породи вони можуть вміщати рідини і гази. До пористості іноді відносять об'єм каверн і тріщин, що характеризують загальну пустотність гірських порід.

## Різновиди і класифікації

В залежності від організації форм порожнинного простору гірської породи виділяють такі різновиди пористості:
- загальна (фізична, або абсолютна) — характеризує сумарний об'єм закритих та відкритих пор зразка гірської породи. Загальна пористість характеризує всі види пор, в тому числі й найменші (менше 0,001 мм), тому загальна пористість сухих глин, як правило, вище пористості пісковиків.
- відкрита — характеризує об'єм пор, які сполучаються між собою, і через які можливий рух флюїду.
- закрита — характеризує об'єм ізольованих пор, які можуть сполучатися, а можуть і не сполучатися між собою. Включає пори різних радіусів, форми і міри сполучуваності.
- ефективна — характеризує частину об'єму, яка зайнята рухомим флюїдом (нафтою, газом) при повному насиченні порового простору цим флюїдом. Ефективна пористість менша відкритої на об'єм зв'язаних (залишкових) флюїдів. Поняття ефективної пористості було запропоноване академіком Л. С. Лейбензоном у 1947 р. Цей різновид пористості по-суті характеризує корисну ємність породи для нафти і газу і тісно пов'язаний з нафтогазонасиченістю.
- динамічна

За генетичними ознаками виділяють первинну і вторинну пористість:
- Первинна — пористість, яка існувала в гірській породі від моменту її формування;
- Вторинна — пористість, яка з'явилась в процесі існування гірської породи внаслідок її розчинення і/або перекристалізації.

За морфологічним типом розрізняють такі види пористості:
- гранулярна (або міжзернова), яка зустрічається в теригенних породах. Вона залежить від ступеня окатаності, сортування, форм і способу укладки зерен, а також від типу і складу цементу. В цих породах коефіцієнт пористості може досягати 40 %, проте звичайно близько 20 %. Рівномірна пористість спостерігається в добре окатаних, відсортованих і слабо сцементованих теригенних породах;
- кавернова — в карбонатних породах. Часто спостерігається дуже велика, проте нерівномірна кавернова пористість в органогенних вапняках;
- тріщинна — в будь-яких за генезисом гірських породах.

Величина пористості тісно пов'язана з речовинним складом гірських порід. В мулах, лесах вона досягає 80 %; в осадових гірських породах (вапняки, доломіти, пісковики) змінюється від одиниць до 35 %; у вулканогенно-осадових породах (туфопісковики, туфіти) — в межах 5…20 %; в магматичних породах — не більше 5 %. Пористість визначає фізичні властивості гірських порід, як міцність, швидкість поширення пружних хвиль, стисливість, електричні, теплофізичні та ін. параметри. У нафтогазовій геології методи промислової геофізики основані на використанні залежностей між цими параметрами.

## Методи кількісної оцінки пористості

Величина пористості тісно пов'язана з речовинним складом гірських порід. В мулах, лесах вона досягає 80 %; в осадових гірських породах (вапняки, доломіт, пісковики) змінюється від одиниць до 35 %; у вулканогенно-осадових породах (туфопісковики, туфіти) в межах 5-20 %; в магматичних породах — не більше 5 %. Пористість визначає фізичні властивості гірських порід — міцність, швидкість поширення пружних хвиль, стисливість, електричні, теплофізичні та інші параметри. У нафтогазовій геології методи промислової геофізики основані на використанні залежностей між цими параметрами.

### Загальна пористість
Пористість гірської породи характеризують коефіцієнтами повної (або абсолютної) пористості Кп — це відношення об'єму пор Vп у зразку породи до видимого його об'єму V0:
Кп = Vп/V0
- Визначення пористості за питомим електричним опором гірських порід

Цей метод застосовують для визначення Кп гранулярних колекторів теригенних і карбонатних відкладів. Він ґрунтується на залежності між коефіцієнтом пористості Кп і параметром пористості Рп (або відносним опором гірської породи). Параметр пористості Рп є коефіцієнтом пропорційності між інтегральним опором водонасиченої породи ρвп і опором води ρв, яка її насичує:
ρвп = Рп × ρв, звідки Рп = ρвп / ρв
Параметр пористості Рп залежить від пористості, характеру порового простору, звивистості пор, ступеня і характеру цементації тощо. Експериментально добута формула має загальний вигляд:
Рп = αп / Kпm,
де αп — стала, яка називається структурним коефіцієнтом і залежить від складу гірської породи, і становить від 0,4 до 1,4; m — так званий «показник цементації», який залежить від ступеня сцементованості зерен гірської породи, і становить від 1,3 для несцементованих до 2,3 для сильно сцементованих порід.
- Визначення пористості за комплексом методів НГК і ГГКЩ

Як відомо, НГК дає результати, які визначають загальний вміст гідрогену — і у складі вільної води, і у складі зв'язаної, яка входить в міжпакетний простір в шаруватих силікатах (глинах). Через це до коефіцієнту пористості, знайденого за методом НГК (KпНГК) необхідно вводити поправку на глинистість. В цей же час, наявність глинистого матеріалу відображається і на щільності колекторів σnГГК, яка визначається за ГГКЩ. Відповідно, є можливість комплексного використання методів НГК та ГГКЩ для визначення і пористості (вже виправленої за глинистість), і глинистості колекторів.

### Відкрита пористість
Коефіцієнтом відкритої пористості mпв прийнято називати відношення об'єму відкритих, сполучених між собою пор до об'єму зразка.
Іноді вводять також коефіцієнти, які характеризують статичну корисну ємність і динамічну корисну ємність колектора.
Коефіцієнт статичної корисної ємності Пст характеризує відносний об'єм пор і пустот, які можуть бути зайняті нафтою чи газом, визначається як різниця відкритої пористості і частки об'єму пор, що зайняті зв'язаною (залишковою) водою. Коефіцієнт динамічної корисної ємності Пдин характеризує відносний об'єм пор і пустот, через які можуть фільтруватися нафта і газ за умов, що існують у пласті.
Коефіцієнт відкритої пористості колекторів нафти і газу у середньому становить 0,15–0,20 (або 15-20 %). У пісковиках і алевролітах коефіцієнт повної пористості перевищує коефіцієнт відкритої на 5-6 %. Він визначає величину геологічних запасів нафти (газу) в пласті.
Методи визначення пористості гірських порід колекторів зводяться в основному до визначення об'ємів пор, зразка і зерен породи шляхом насичення, зважування, занурення в рідину.

## Ефективна пористість
У нафтогазовій геології виділяють ще й ефективну пористість — об'єм пор, який зайнятий рухомим флюїдом (нафтою, газом) при повному насиченні порового простору цим флюїдом. Вона є меншою за відкриту пористість на об'єм зв'язаних (залишкових) флюїдів.